# Appius Claudius Caecus

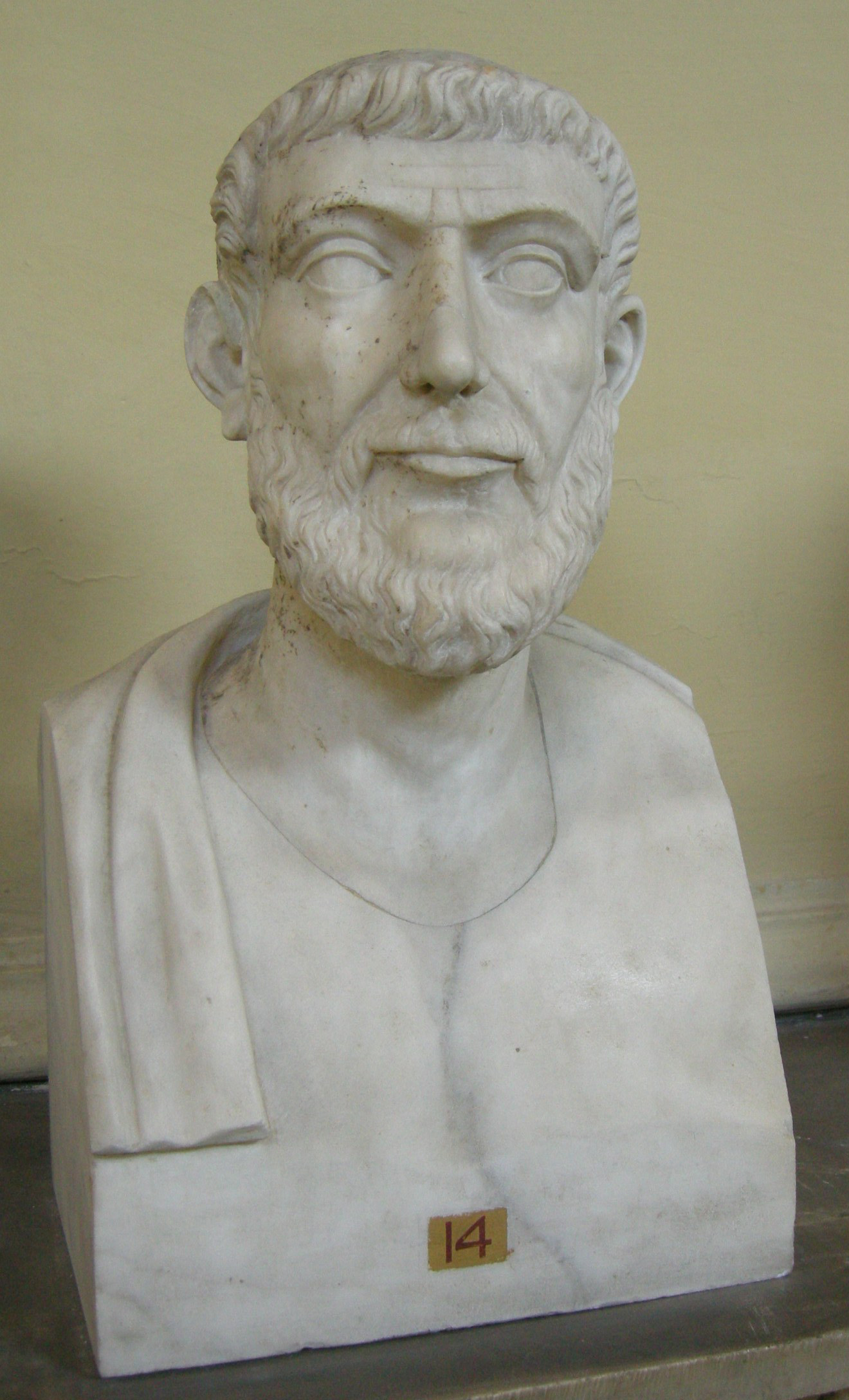
Mögliche Büste von Appius Claudius Caecus im Chiaramonti Museum im Vatikan

Appius Claudius Caecus (lateinisch caecus = „der Blinde“; * um 350 v. Chr.; † kurz nach 280 v. Chr.) war ein bedeutender Politiker und Staatsmann der mittleren Römischen Republik. Von nachhaltiger Wirkung war seine Tätigkeit als Zensor ab dem Jahr 312 v. Chr., so durch den von ihm in dieser Eigenschaft veranlassten Bau der Via Appia und des Aquädukts Aqua Appia. Ferner setzte er in seiner Zensur größere politische Mitbestimmungsmöglichkeiten für die Plebejer durch. Entgegen dieser außergewöhnlichen Reformtätigkeit soll er sich später wieder stark für die Bewahrung gewisser Vorrechte der Patrizier eingesetzt haben. In den Jahren 307 und 296 v. Chr. bekleidete er das Konsulat. In hohem Alter hielt er eine berühmt gewordene Rede gegen einen Friedensschluss der Römer mit dem König Pyrrhos von Epirus.

## Leben

### Abstammung; frühe Laufbahn
Appius Claudius Caecus entstammte der reichen römischen Patrizierfamilie der Claudier. Laut der Filiationsangabe seines Elogiums und der Fasti Capitolini führte sein Vater das Praenomen Gaius und sein Großvater – wie er selbst – das Pränomen Appius. Demnach war er der Sohn des Gaius Claudius Inregillensis, der angeblich 337 v. Chr.  Diktator geworden sei, aber infolge einer fehlerhaften Wahl abgedankt habe. Als Caecus in der Römischen Republik aufwuchs, prägten noch Ständekämpfe zwischen Patriziern und Plebejern um politischen Einfluss das damalige Staatswesen. Dabei vertraten die Claudier stets eine harte Linie gegenüber etwaigen den Plebejern zuzubilligenden Kompromissen. Die Wahrnehmung dieser innenpolitischen Konflikte prägten Caecus’ frühes Leben ebenso wie die dauernden militärischen Auseinandersetzungen, die Rom mit seinen Nachbarstaaten ausfocht. Zu den frühen, teils nur aus seinem Elogium bekannten Ämtern seines cursus honorum gehört als Erstes das dreimal von ihm bekleidete Militärtribunat, in dessen Rahmen er als junger Offizier in einer Legion diente. Danach war er um 316 v. Chr. Quästor. Als nächstes Amt hatte um 313 v. Chr. die kurulische Ädilität inne, doch ist über seine Amtsführung nichts bekannt. Dieselbe Funktion übte er später um 305 v. Chr. ein zweites Mal aus.

### Zensur

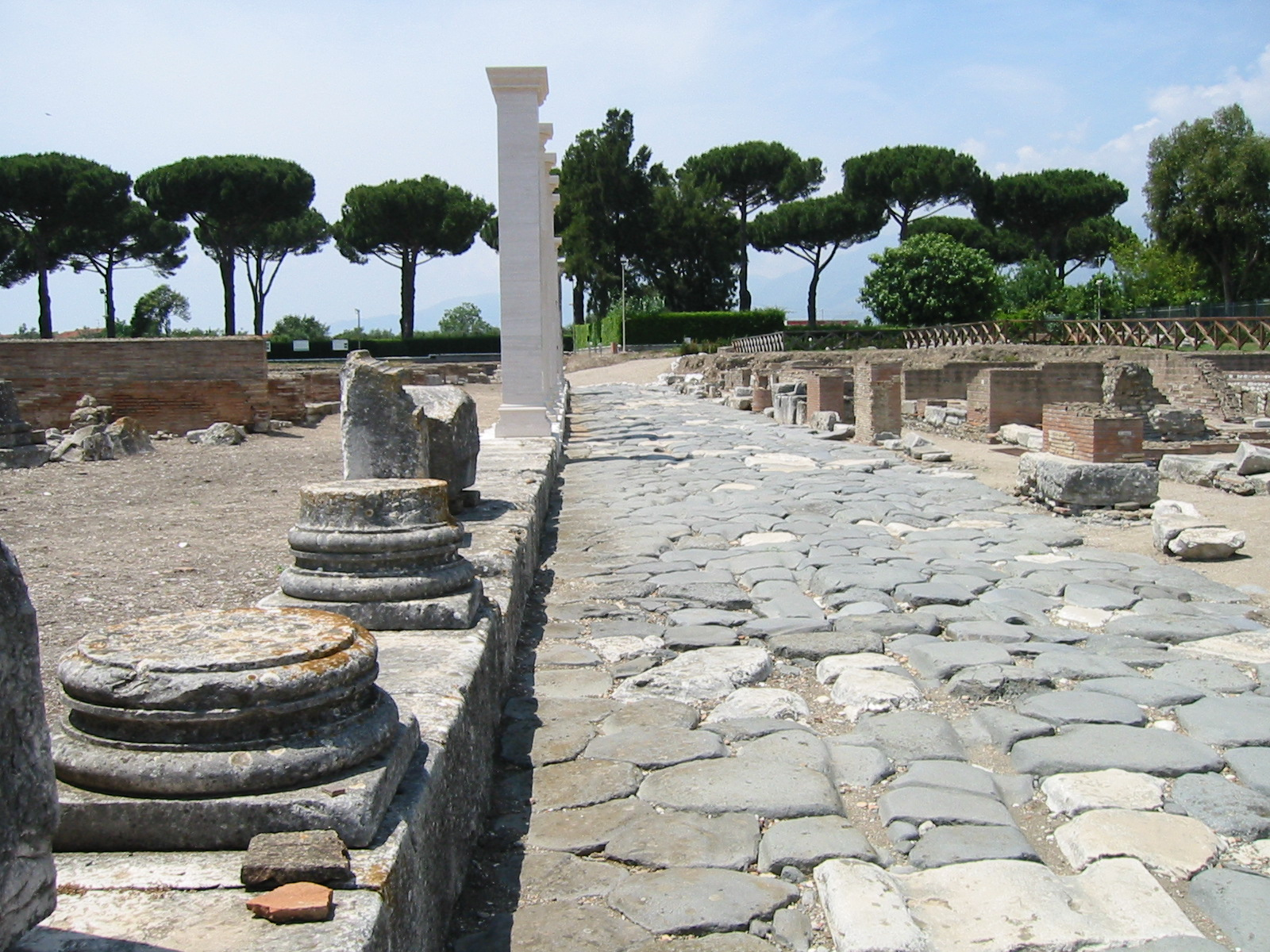
Die erste Römerstraße, die Via Appia, im antiken Minturno

Seinen Ruhm verdankt Caecus vor allem den von ihm als Zensor ergriffenen Maßnahmen. Diese Magistratur, deren Bedeutung zum damaligen Zeitpunkt bereits deutlich gestiegen war, bekleidete er 312 v. Chr. vor den anderen höheren Ämtern. Dagegen hatten die meisten Zensoren der vorangegangenen Jahrzehnte zuerst das Konsulat bekleidet. Der Amtskollege des Caecus war Gaius Plautius Venox. Dieser war Caecus ergeben und erhob keinen Einspruch gegen dessen bei den übrigen Patriziern viel Widerstand auslösenden Maßnahmen.
Als Zensor ordnete Caecus, wohl gegen den Willen der Senatsmehrheit, ein sehr ehrgeiziges und kostspieliges Bauprogramm an. So ließ er 312 v. Chr. eine Trinkwasserleitung, den nach ihm benannten Aquädukt Aqua Appia, nach Rom bauen. Ferner verfügte er die ab 311 v. Chr. begonnene Errichtung einer der bekanntesten gepflasterten Straßen des antiken Italiens, nämlich der ebenfalls seinen Namen tragenden Via Appia, die von Rom nach Capua führte. Durch diese Bauten setzte er sich ein bleibendes Denkmal. Laut Diodor missachtete er zur Realisierung seiner Bauvorhaben die Beschränkung des Zensors durch den Senat in finanziellen Fragen.
Auf religiösem Gebiet traf Caecus die Neuerung, dass er den Kult des Herkules an der Ara Maxima von der Familie der Potitier auf Staatssklaven übertrug. Viele Vertreter der Oberschicht sahen diese Tat als frevelhaft an und deuteten Caecus’ wohl im höheren Alter eingetretene Blindheit, von der er sein Cognomen erhielt, als dafür verhängte göttliche Strafe. Der Zunft der Musiker (Tibicines) erteilte der Zensor das Verbot, ihr Festmahl im Jupiter-Tempel zu halten. Dies hatte den Auszug des ganzen Kollegiums aus Rom zur Folge.
Hohe Bedeutung hatten auch Caecus’ politische, revolutionär wirkende Reformen, die bei den Patriziern auf besonders erbitterten Widerstand stießen. Er sah den Ausgleich der Stände als Teil der Anpassung von Staat und Gesellschaft an die veränderten Verhältnisse der zu einer italischen Großmacht aufgestiegenen römischen Republik an. U. a. ließ er die grundbesitzlosen Bürger, deren Zahl gewachsen war, darunter auch viele Freigelassene, in alle Tribus aufnehmen. Da jeder dieser Stimmbezirke jeweils eine Stimme in die Volksversammlung einbrachte, besaßen die Stimmen von in kleinen, ländlichen Tribus eingeschriebenen Bürgern bedeutend größeres Gewicht als diejenigen der Bürger aus den bevölkerungsreichsten vier stadtrömischen Tribus. Die Anordnung des Caecus, auch Bürgern ohne Landbesitz die Eintragung in die ländlichen Tribus zu ermöglichen, bewirkte eine Verschiebung der Kräfteverhältnisse in der bei politischen Entscheidungsprozessen wichtigen Volksversammlung zugunsten der ärmeren Bevölkerung. 304 v. Chr. wurde die Aufnahme von Bürgern ohne Grundbesitz wieder auf die vier städtischen Tribus beschränkt. Weiters verletzte Caecus die bisherige Tradition bezüglich der Bestellung neuer Senatoren, indem er angeblich sogar Söhne von Freigelassenen in den Senat berief. Die Konsuln von 311 v. Chr. warfen ihm vor, unwürdige Männer aufgenommen zu haben und hielten sich an die alte Senatsliste.
Während Caecus’ Amtskollege als Zensor, Plautius Venox, nach 18-monatiger Amtsführung in der üblichen Weise abdankte, blieb Caecus noch eine Weile im Amt, um seine großen Bauprojekte zu vollenden. Der Althistoriker Friedrich Münzer meint, dass diese Handlung nicht ungesetzlich gewesen und erst später von manchen antiken Historikern als illegal aufgefasst worden sei.

### Konsulate
Erst nach der Bekleidung der Zensur bewarb sich Caecus um das Konsulat. In dieses höchste Staatsamt wurde er 307 v. Chr. zusammen mit Lucius Volumnius Flamma Violens gewählt. Er blieb in Rom und widmete sich den inneren Angelegenheiten.
Als Folge von Caecus’ Reformtätigkeit als Zensor gelangte wohl mit seiner Unterstützung sein Schreiber Gnaeus Flavius, der Sohn eines Freigelassenen, 304 v. Chr. zur kurulischen Ädilität. Die Wahl eines Mannes von so geringer Herkunft zum Ädiln erregte bei der patrizischen Nobilität großen Anstoß. Ihre Vertreter unterstrichen ihre Haltung u. a. durch die Ablegung ihrer Standesinsignien als Zeichen ihrer Trauer. Auf Veranlassung seines Mentors Caecus veröffentlichte Flavius einen Kalender, der die Festlegung von Gerichtstagen für das ganze Volk verständlich machte. Außerdem publizierte er erstmals die Prozessformeln (sog. Ius civile Flavianum), deren Kenntnis und Tradierung bis dahin den Pontifices vorbehalten waren. Mit diesen von Caecus forcierten Maßnahmen seines ehemaligen Schreibers schuf er einen Ausgangspunkt für die römische Jurisprudenz. Die Aktivitäten des Flavius schmälerten die herausgehobene Stellung der Nobilität gegenüber der einfachen Bevölkerung, da sie nun u. a. ihr Wissensmonopol auf die Prozessformeln verlor, ohne deren Kenntnis keine Erfolgschancen vor Gericht bestanden.
War Caecus bisher als ein Politiker aufgetreten, der sich trotz seiner vornehmen Herkunft überraschend stark für die Interessen der Plebejer eingesetzt hatte, soll er später einen reaktionären Standpunkt im Sinn seiner patrizischen Standesgenossen verfochten haben. So habe er 300 v. Chr. heftig gegen die Lex Ogulnia opponiert. Dieses Gesetz sollte den Plebejern die Zulassung zu den Priesterämtern ermöglichen. Caecus habe dagegen auf dem altangestammten Recht der Patrizier bestanden, dass nur diese solche sakralen Stellen bekleiden durften. 299 v. Chr. fungierte Caecus als erster Interrex. Während eines anderen, zeitlich unbestimmten seiner drei im Elogium verzeichneten Interregnen soll er die Wahlen geleitet und versucht haben, keinen plebejischen Konsular-Kandidaten zuzulassen. Eine ähnliche Episode berichtet Livius. Demzufolge habe Caecus bei der Bewerbung um sein zweites Konsulat für das Jahr 296 v. Chr. die Wahl zweier Patrizier, nämlich seine eigene und die des hochangesehenen Quintus Fabius Maximus Rullianus, durchzusetzen gesucht. Dies wäre dem Prinzip, dass einem Patrizier und einem Plebejer jeweils eine Konsulatsstelle zustand, zuwidergelaufen. Doch habe Fabius Rullianus auf seine Kandidatur verzichtet, und so sei Caecus gemeinsam mit seinem früheren Konsulatskollegen Volumnius wiedergewählt worden. Während Friedrich Münzer diese Berichte über Caecus’ angebliche reaktionäre Maßnahmen für erfunden hält, glaubt der Historiker Bernhard Linke an ihre Geschichtlichkeit. Linke argumentiert, dass Caecus mit seiner volksfreundlichen zensorischen Tätigkeit der Unter- und Mittelschicht der Plebejer habe entgegenkommen wollen, um sich deren Unterstützung zu sichern und so seine Machtbasis zu vergrößern; dagegen habe er in den Vertretern der plebejischen Oberschicht unliebsame Konkurrenten um die Führungspositionen im Staat sowie Gefährder der verbliebenen Standesprivilegien der Patrizier gesehen und sie daher bekämpft.
Bezüglich der militärischen Tätigkeit des Caecus in seinem zweiten Konsulat 296 v. Chr. konstatiert Livius, dass ihm dazu vier verschiedene und miteinander unvereinbare Kriegsberichte wohl jüngerer Annalisten vorlagen. Der dritte dieser Berichte, der von gemeinsamer Kriegsführung beider Konsuln in Samnium spricht, liegt dem Elogium des Caecus zugrunde. Livius präferiert den vierten, indessen wenig zuverlässigen Bericht und stellt ihn ausführlich dar. Demnach wären die Niederlagen, die Caecus im Kampf mit den Etruskern erlitt, nach dem Eintreffen des Volumnius durch einen Sieg der vereinigten konsularischen Heere ausgeglichen worden. Dennoch durfte keiner der Konsuln einen Triumph feiern. Im nächsten Jahr 295 v. Chr. blieb Caecus als Prätor, welches Amt er wohl zum zweiten Mal bekleidete, in Etrurien bis zum Eintreffen des Konsuls Fabius Rullianus. Laut Livius soll er aus Missgunst gegen Rullianus, von dem er nach Rom zurückgeschickt worden war, die Entsendung beider Konsuln auf den nördlichen Kriegsschauplatz verlangt haben. Nach dem entscheidenden römischen Sieg in der Schlacht von Sentinum hatte Caecus Kampanien von den samnitischen Scharen zu säubern und konnte diese Aufgabe gemeinsam mit seinem früheren Konsulatskollegen Volumnius erfolgreich bewältigen. In seinem zweiten Konsulat hatte er während des Etruskerkriegs gelobt, einen Tempel der Bellona zu errichten. Dieses Heiligtum wurde dann nahe dem Circus Flaminius erbaut.

### Diktatur; Rede gegen Pyrrhos; Nachkommen

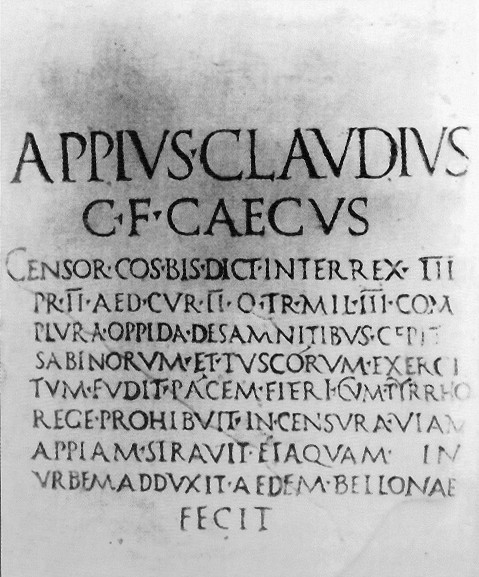
Gedenkinschrift von Appius Claudius Caecus

Caecus war wohl zwischen 292 und 285 v. Chr. Diktator. Dass er dieses Amt bekleidete, ist nur aus seinem Elogium bekannt.
Später trat Caecus nur noch einmal im Jahr 280 v. Chr. hervor. Damals hatte Rom die Schlacht von Heraclea gegen den epirotischen König Pyrrhos verloren. Dieser unterstützte Tarent gegen die Römer und ließ Letzteren durch Kineas ein Friedensangebot unterbreiten. Hätten die Römer diese Vorschläge akzeptiert, wäre damit möglicherweise die Aufgabe ihrer Ansprüche auf Süditalien verbunden gewesen. Als bereits ein großer Teil der Senatoren für die Annahme der von Kineas überbrachten Angebots gewonnen war, mischte sich der erblindete und betagte Caecus in die politische Diskussion ein und sprach sich in einer feurigen Rede vehement gegen den Friedensschluss mit Pyrrhos aus. Seine Rede, die als älteste aufgezeichnete lateinische Rede in die römische Literatur einging, war noch zumindest bis in Ciceros und Senecas Zeit bekannt. Ihr Anfang ist durch antike Autoren wie vor allem Plutarch überliefert. Demnach sagte Caecus zu Beginn seiner Rede, dass er bisher nur seine Blindheit bedauert habe, nun aber auch taub zu sein wünsche, um dann mit seinem Plädoyer gegen Pyrrhos’ Friedensvorschläge fortzufahren. Mit seiner eindringlichen Stellungnahme stimmte er die Senatoren um. Dies führte zur Fortsetzung des Kriegs und zu Roms Vorwärtsschreiten auf dem Weg zur Weltherrschaft, da Pyrrhos sich schließlich aus Italien zurückzog und die Tarentiner ohne seine Hilfe Rom unterlagen. Durch dieses weltgeschichtlich bedeutsame Auftreten des Caecus im Senat sicherte er sich zusammen mit der Reformtätigkeit in seiner Zensur einen der ersten Plätze unter den älteren römischen Staatsmännern.
Cicero berichtet, dass Caecus bis ins hohe Alter rüstig und ein Muster an strenger Zucht und Sitte gewesen sei. Er habe vier Söhne und fünf Töchter hinterlassen. Als seine vier Söhne erscheinen in der Tradition Appius Claudius Russus, Konsul des Jahres 268 v. Chr., und die Stammväter der Familienzweige der Claudii Pulchri, Claudii Centhones und Claudii Nerones, doch ist die Verwandtschaft nicht völlig gesichert. Von den Töchtern ist nur eine Claudia bekannt.

## Literarische Tätigkeit
Caecus ist die erste Persönlichkeit, die in der Geschichte der römischen Literatur genannt wird. Nicht nur seine Rede gegen die Frieden mit Pyrrhos war die erste, die in Rom schriftlich der Nachwelt überliefert wurde, sondern es wird mehrfach eine Spruchsammlung in saturnischem Versmaß zitiert, die dem griechischen Philosophen Panaitios von Rhodos gefiel und mit ähnlichen literarischen Produkten aus der Schule des Pythagoras verwandt war. Das bekannteste Fragment daraus überliefert Sallust in der ersten (I, 1, 2) seiner epistolae ad Caesarem, nämlich einen der Sinnsprüche des Caecus: „[…] fabrum esse suae quemque fortunae“ (Jeder ist seines Glückes Schmied.), ein bekanntes „Lehn“-Sprichwort. Die betonte Stellung des faber am Anfang seines Saturniers erklärt zugleich die Bedeutung des Spruches „ständiges, emsiges Schmieden“.
Sextus Pomponius schrieb in seinem Enchiridion, erhalten geblieben in den justinianischen Digesten, Caecus sei so gelehrt gewesen (maximam scientiam habuit), dass er deswegen „Herr Hunderthand“ (hic Centemmanus appellatus est) genannt wurde. Nach Pomponius sei Caecus auch der erste juristische römische Schriftsteller gewesen und habe eine bedeutende Reform der Rechtschreibung der lateinischen Sprache durchgeführt.
Einige Forscher halten es nicht für ausgeschlossen, dass Caecus mit seinem (nachweislich bekannten) Werk De usurpationibus möglicherweise um 300 v. Chr. die erste juristische Abhandlung überhaupt schrieb.